# Difuzie Maxwell-Stefan
Difuzia Maxwell-Stefan este  un model care descrie difuzia în sistemele multicomponent. A fost formulată de James Clerk Maxwell pentru gaze și Joseph Stefan pentru fluide.
{\displaystyle {\frac {1}{R\,T}}\nabla \mu _{i}=\nabla \left(\ln a_{i}\right)=\sum _{j=1 \atop j\neq i}^{n}{{\frac {\chi _{i}\chi _{j}}{{\mathfrak {D}}_{ij}}}({\vec {v}}_{j}-{\vec {v}}_{i})}=\sum _{j=1 \atop j\neq i}^{n}{{\frac {c_{i}c_{j}}{c^{2}{\mathfrak {D}}_{ij}}}\left({\frac {{\vec {J}}_{j}}{c_{j}}}-{\frac {{\vec {J}}_{i}}{c_{i}}}\right)}}
- {\displaystyle \scriptstyle \nabla }: operatorul diferențial gradient
- {\displaystyle \scriptstyle R}: constanta universală a gazului ideal
- {\displaystyle \scriptstyle T}: temperatura absolută a sistemului
- {\displaystyle \scriptstyle \chi }: fracția molară
- {\displaystyle \scriptstyle \mu }: potențialul chimic
- {\displaystyle \scriptstyle a}: activitatea chimică
- {\displaystyle \scriptstyle i,j}: indicii pentru componentele {\displaystyle \scriptstyle i} si {\displaystyle \scriptstyle j}
- {\displaystyle \scriptstyle n}: numărul componentelor
- {\displaystyle \scriptstyle {\mathfrak {D}}_{ij}}: coeficientul de difuzie Maxwell–Stefan
- {\displaystyle \scriptstyle {\vec {v}}_{i}}: viteza de difuzie a componentei {\displaystyle \scriptstyle i}
- {\displaystyle \scriptstyle c_{i}}: concentrația molară a componentei {\displaystyle \scriptstyle i}
- {\displaystyle \scriptstyle c}: concentrația molară totală (suma concentrațiilor molare)
- {\displaystyle \scriptstyle {\vec {J}}_{i}}: fluxul componentei {\displaystyle \scriptstyle i}